# Rhythm and Blues Foundation
Die Rhythm and Blues Foundation ist eine unabhängige Non-Profit-Organisation in den USA, die sich dem historischen und kulturellen Erhalt des Musikgenres Rhythm and Blues (R&B, R'n'B) widmet.
Die Idee zu dieser Stiftung entstand 1987, als die Sängerin Ruth Brown, der Anwalt Howell Begle und der Gründer von Atlantic Records, Ahmet Ertegün, über Tantiemen diskutierten. Ertegün stattete die Stiftung bei ihrer Gründung 1988 mit 1,5 Millionen Dollar aus.
Die Stiftung gewährt R&B-Künstlern durch verschiedene Programme Finanzhilfen, medizinischen Beistand und Erziehungsberatung. Daneben vergibt sie die Pioneer Awards.

## Pioneer-Award-Preisträger seit 1989
(Die Preise werden nicht jedes Jahr verliehen.)
2008
- Chaka Khan (Lifetime Achievement)
- Teena Marie
- Bill Withers
- Sugar Pie DeSanto
- Kool & the Gang
- The Whispers
- The Funk Brothers (Sidemen Award)
- Donny Hathaway (Legacy Award)
- Al Bell (Leadership Award)

2006
- Berry Gordy (Lifetime Achievement)
- Otis Redding (Legacy Award)
- Thom Bell (Entrepreneur Award)
- Chubby Checker
- Bettye LaVette
- Barbara Mason
- The Delfonics
- Frankie Beverly

2003
- George Clinton
- The Del-Vikings
- The Dixie Cups
- The Supremes
- Clarence „Frogman“ Henry
- Hal Jackson
- Johnny Nash
- Maceo Parker
- Koko Taylor
- Jackie Wilson (Legacy Tribute Award)
- Dionne Warwick (Lifetime Achievement Award)

2001
- Allen Toussaint
- Big Jay McNeely
- Dee Dee Sharp
- The Emotions
- Fontella Bass
- Holland–Dozier–Holland
- Sly & the Family Stone
- Louis Jordan (Legacy Tribute Award)
- Reverend Al Green (Lifetime Achievement Award)

2000
- The Chi-Lites
- Ahmet Ertegün
- Marvin Gaye (Legacy Tribute Award)
- The Impressions
- Johnnie Johnson
- Clyde Otis
- Sylvia Robinson
- Huey „Piano“ Smith
- Stevie Wonder (Lifetime Achievement Award)
- Betty Wright

1999
- Johnny Adams
- Ashford & Simpson
- Mickey Baker
- Sam Cooke (Legacy Tribute Award)
- Isaac Hayes & David Porter
- Brenda Holloway
- John Lee Hooker (Lifetime Achievement Award)
- Patti LaBelle & the Bluebells
- Barbara Lewis
- Barbara Lynn
- The Manhattans
- Garnet Mimms
- Johnny Moore (postum)
- Bill Pinkney
- Joe Simon
- Charlie Thomas
- Dee Dee Warwick

1998
- Herb Abramson
- Faye Adams
- Bobby Byrd
- Tyrone Davis
- The Five Satins
- The Harptones
- Screamin’ Jay Hawkins
- Ernie K-Doe
- Gladys Knight & the Pips (Lifetime Achievement Award)
- The O’Jays
- David „Fathead“ Newman
- Kim Weston

1997
- William Bell
- Gary U.S. Bonds
- Clarence „Gatemouth“ Brown
- Gene Chandler
- Four Tops (Lifetime Achievement Award)
- Little Milton
- Gloria Lynne
- Smokey Robinson & the Miracles
- Ruby & the Romantics
- The Spinners
- Phil Upchurch
- Vann „Piano Man“ Walls

1996
- Dave Bartholomew
- The Cadillacs
- The Chantels
- Bo Diddley (Lifetime Achievement Award)
- Betty Everett
- The Flamingos
- Eddie Floyd
- The Isley Brothers
- Jay McShann
- Johnnie Taylor
- Doris Troy
- Johnny Guitar Watson
- Bobby Womack

1995
- Booker T. & the M.G.’s
- Fats Domino (Lifetime Achievement Award)
- Inez and Charlie Foxx
- Cissy Houston
- Illinois Jacquet
- Darlene Love
- The Marvelettes
- The Moonglows
- Lloyd Price
- Arthur Prysock
- Mabel Scott
- Junior Walker
- Justine „Baby“ Washington

1994
- Otis Blackwell
- Jerry Butler
- The Coasters/The Robins
- Clarence Carter
- Don Covay
- Bill Doggett
- Mable John
- Ben E. King
- Little Richard (Lifetime Achievement Award)
- Johnny Otis
- Earl Palmer
- The Shirelles
- Irma Thomas

1993
- Hadda Brooks
- James Brown (Lifetime Achievement Award)
- Solomon Burke
- Dave Clark
- Floyd Dixon
- David „Panama“ Francis
- Lowell Fulson
- Erskine Hawkins
- Little Anthony & the Imperials
- Wilson Pickett
- Martha Reeves & the Vandellas
- Carla Thomas
- Jimmy Witherspoon

1992
- Hank Ballard
- Bobby „Blue“ Bland
- The Dells
- Aretha Franklin (Lifetime Achievement Award)
- Chuck Jackson
- Ella Johnson
- Nellie Lutcher
- The Staple Singers
- Jesse Stone
- Rufus Thomas
- Paul „Hucklebuck“ Williams

1990/91
- Maxine Brown
- Ray Charles (Lifetime Achievement Award)
- The Five Keys
- Al Hibbler
- Albert King
- Jimmy McCracklin
- Curtis Mayfield
- Sam Moore
- Doc Pomus
- The Spaniels

1989
- LaVern Baker
- Charles Brown
- Ruth Brown
- The Clovers
- Etta James
- "Little" Jimmy Scott
- Percy Sledge
- Mary Wells